# Repetobasidium vile
Repetobasidium vile är en svampart som först beskrevs av Bourdot & Galzin, och fick sitt nu gällande namn av J. Erikss. 1958. Enligt Catalogue of Life ingår Repetobasidium vile i släktet Repetobasidium, klassen Agaricomycetes, divisionen basidiesvampar och riket svampar, men enligt Dyntaxa är tillhörigheten istället släktet Repetobasidium, familjen Sistotremataceae, ordningen Polyporales, klassen Agaricomycetes, divisionen basidiesvampar och riket svampar. Arten är reproducerande i Sverige. Inga underarter finns listade i Catalogue of Life.